# Рубідій
Рубідій (Rb) — хімічний елемент з атомним номером 37 та його проста речовина.
Елемент належить до групи 1 періодичної таблиці, тобто до лужних металів. Рубідій сріблясто-білий, легкоплавкий, хімічно дуже активний, на повітрі самозаймається, з водою реагує з вибухом. Густина 1525 кг/м³; tплав 39,47 °С; tкип 685 °С.
Рубідій належить до групи рідкісних металів. Його вміст у земній корі порівняно високий — 1,5•10-2, тобто більший, ніж міді, свинцю, цинку і інших елементів, але рубідій не утворює власних мінералів. Як ізоморфна домішка рубідій входить у мінерали інших лужних металів і передусім калію. До числа багатих на рубідій мінералів належать мінерали-концентратори: полуцит, лепідоліт, цинвальдит, амазоніт, біотит. Основні промислові запаси рубідію сконцентровані в апатитонефелінових породах, слюдах, карналіті і природних мінералізованих водах. При екзогенних процесах рубідій і цезій нагромаджуються спільно з калієм в соляних відкладах, рубідій входить до складу сильвіну і карналіту.

## Історія
У 1859 році німецькі вчені Роберт Бунзен та Густав Кірхгоф винайшли спектральний аналіз. Рубідій став другим, після цезію, елементом відкритим таким чином. 
Вперше невідомий раніше спектр Бунзен і Кірхгоф помітили в 1861 році, вивчаючи зразок лепідоліту, надісланому їм з Саксонії. Пізніше вони виявили, що аналогічна лінія присутня у більш доступному осаді, що утворювався після випаровування води з мінерального джерела у Шварцвальді. Випарувавши 40 тисяч літрів води, Бунзен отримав суміш хлороплатинатів калію, цезію і рубідію, з яких потім зміг за допомогою фракціонованої кристалізації отримати чистий тартрат рубідію, а потім відновити його до металічного рубідію за допомогою сажі.
Свою назву рубідій отримав за кольором найхарактерніших червоних ліній спектру (від лат. Rubidus — червоний, темно-червоний).

## Ізотопи
Рубідій має єдиний стабільний ізотоп 85Rb. Інший ізотоп, що зустрічається в природі, 87Rb, радіоактивний із періодом напіврозпаду 48,8⨯109 років, що більш ніж втричі перевищує вік Всесвіту. Вміст 87Rb в природному рубідії становить 27,8 %, тому природний рубідій радіоактивний з активністю 670 Бк/г. Усього відомий 41 ізотоп рубідію з масовими числами від 71 до 103 (8 з них — метастабільні). Найбільш стабільний з них, 83Rb, має період напіврозпаду 86 днів.

## Отримання

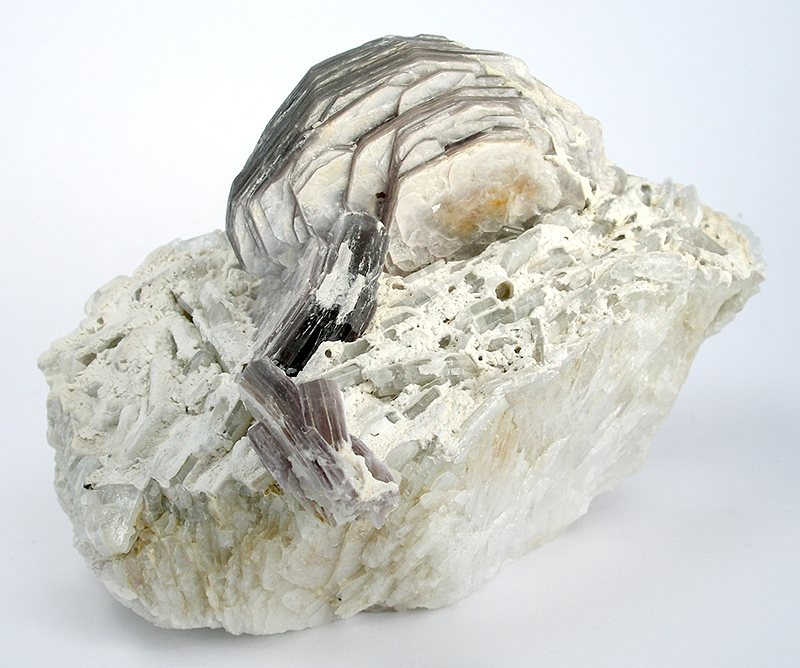
Лепідоліт, один з основних мінералів рубідію

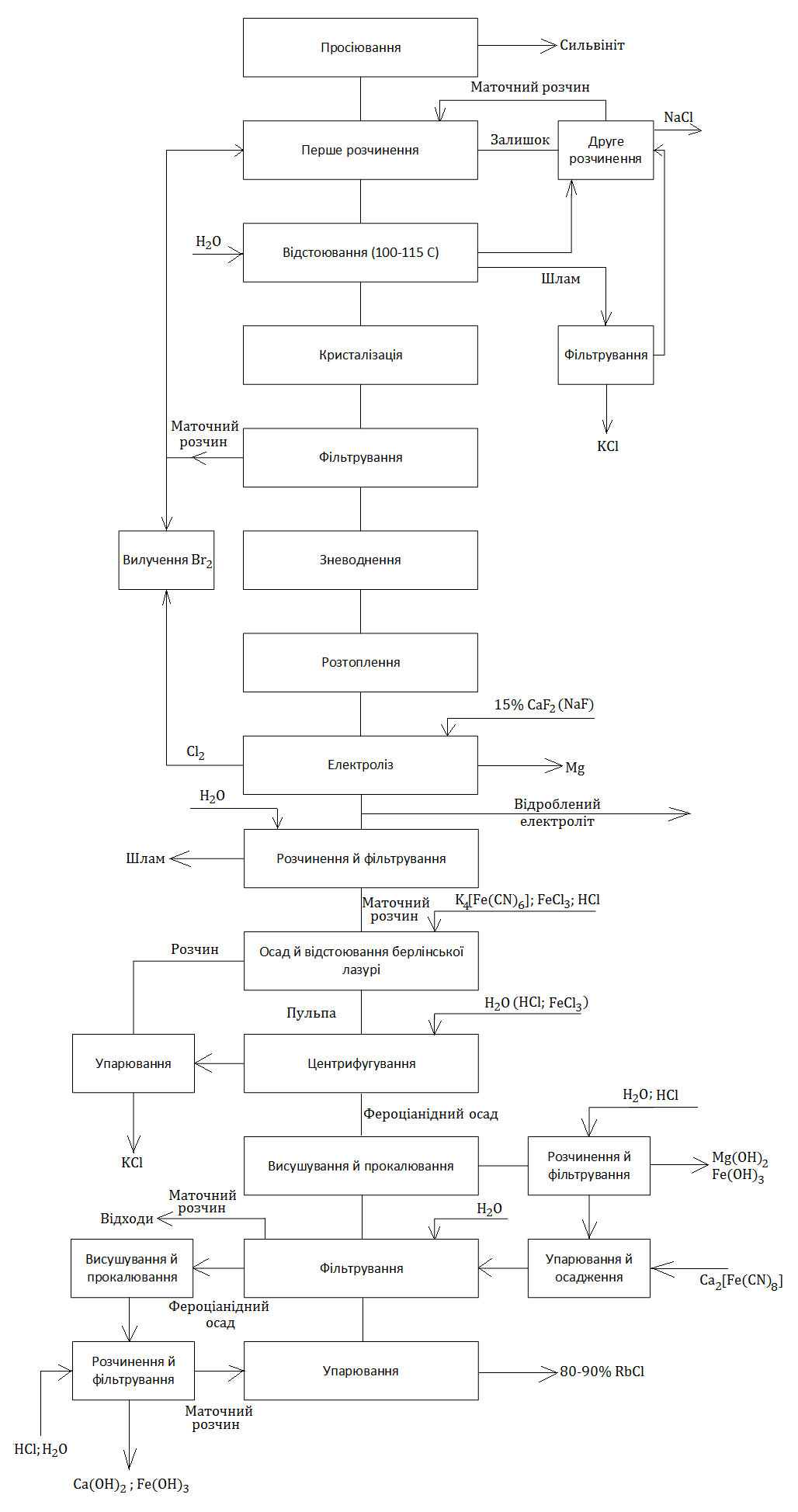
Технологічна схема переробки солікамських карналітів

Рубідій — 23-й за розповсюдженістю елемент у земній корі. Він не утворює власних мінералів, проте може бути знайдений як домішка у багатьох мінералах, що містять інші лужні метали. Він зустрічається у цеолітах, таких як полуцит і лейцит, і у літіїстих слюдах, наприклад, лепідоліті і цинвальдиті. Лепідоліт і полуцит можуть містити до 3,5 % і до 1,5 % оксиду рубідію відповідно. Ці мінерали часто знаходять у пегматитах.
Значні поклади рубідієвмістних мінералів існують в Намібії, Замбії, Китаї, Канаді, менші запаси існують у багатьох країнах Європи, Азії і Північної Америки.
Рубідій отримують попутно при переробці калійних солей і лепідолітових концентратів. Солі рубідію отримують як побічний продукт у виробництві солей літію, магнію і калію, металічний рубідій — металотермічно відновлюючи його солі з подальшим очищенням від домішок ректифікацією і вакуумною дистиляцією.

## Застосування
- Скло: одне з основних застосувань рубідію. Додавання невеликої кількості рубідію в скло дозволяє зробити його більш провідним і стабільним. Таке скло використовують для виробництва оптоволокна[7].
- Давачі: оскільки рубідій має фотоелектричні властивості, а енергія його активації дуже низька, рубідієве скло використовують для різноманітних сенсорів, детекторів руху, приладів нічного бачення тощо.[8][7] Сплав рубідію і телуру також використовують для різноманітних датчиків і активаторів, оскільки він є чутливим до випромінювання у дуже широкому діапазоні, від ближнього інфрачервоного до середнього ультрафіолетового. Електроди у термоемісійних перетворювачах, що перетворюють енергію теплового випромінювання на електричну, вкривають рубідієм.[9]
- Фотоелементи: додавання рубідію і цезію в перовськітові сонячні панелі покращує їх ефективність, оскільки запобігає протіканню небажаних хімічних реакцій при їх виробництві.[10]
- Атомні годинники: рубідієві годинники менш точні ніж цезієві і водневі (похибка становить тисячні долі секунди на рік, тоді як рекорд цезієвих годинників — менш ніж одна стомільйонна).[11][12] Проте рубідієві годинники можуть бути значно компактнішими (найменші можуть розміщуватися на чипі) і значно дешевшими (тисячі доларів) ніж годинники інших типів.[13][14] Через це, вони надзвичайно популярні в усіх сферах, що не потребують феноменальної точності.[15]
- Медицина: рубідій входить до складу деяких антишокових препаратів, використовується для лікування епілепсії і розладів щитоподібної залози[7]. Деякі сполуки рубідію мають психотропні властивості, і використовуються для лікування психічних розладів.[8] Рубідій є дуже подібним до калію, і легко заміщує його в організмі, через це радіоактивні ізотопи рубідію можуть використовуватися як мічені атоми. Випромінювач позитронів рубідій-82 використовується у томографії[7].
- Вакуумна техніка: рубідій добре зв'язує кисень, тому використовується для його зв'язування при отриманні надглибокого вакууму.[16]
- Квантові комп'ютери: системи з атомів рубідію є одним зі можливих варіантів реалізації квантової пам'яті.[17] Наприклад, елементи, що працюють на рідбергових атомах рубідію використовує компанія ColdQuanta.[18][15]
- Кріогенні дослідження: рубідій-87 був першим елементом, переведеним у особливий агрегатний стан речовини, конденсат Бозе — Ейнштейна[19]. Надалі він став типовою речовиною, на якій проводяться дослідження цього стану.[15] У експериментах на МКС газ рубідію був охолоджений до температури 17 нанокельвінів.[20]
- Радіологія: радіоактивний ізотоп рубідій-86 широко використовується в гамма-дефектоскопії і вимірювальній техніці.
- Каталізатор: у каталізі рубідій використовується як в органічному, так і неорганічний синтезі. Каталітична активність рубідію використовується в основному для переробки нафти на ряд важливих продуктів. Ацетат рубідію, наприклад, використовується для синтезу метанолу і цілого ряду вищих спиртів з водяного газу, що актуально у зв'язку з підземною газифікацією вугілля та у виробництві штучного рідкого палива для автомобілів і реактивного палива.
- Добавка до палива: хлорид рубідію додають в бензин для підвищення його октанового числа[21].
- Піротехніка: рубідій використовують у феєрверках для забарвлення їх у фіолетовий колір.[16]

## Біологічна роль
Живі організми не мають специфічної потреби в рубідії або принаймні така потреба не відома. Однак клітини вбирають в себе іони рубідію з їжі і води, аналогічно до іонів натрію, через це людське тіло містить приблизно пів грама цього металу. Рубідій у природі дещо радіоактивний завдяки значному вмісту слабко радіоактивного ізотопу 87Rb.